# Байск
Байск — упразднённый посёлок в Новосергиевском районе Оренбургской области. На момент упразднения входил в состав сельского поселения Краснополянский сельсовет. Исключен из учётных данных в 1997 году.

## География
Располагался в истоке реки Солдатка, на расстоянии, примерно, 3 километров к северо-востоку от поселка Красная Поляна.

## История
Предположительно возник в 1930-е годы. По данным на 1939 год хутор Байский входил в состав Ново-Сергиевского сельсовета Ново-Сергиевского района.
Постановление Законодательного Собрания Оренбургской области от 29 декабря 1997 г. посёлок исключен из учётных данных.